# Katarzyna Zwarycz-Makles
Katarzyna Zwarycz-Makles – polska inżynier i nauczycielka akademicka, doktor habilitowana nauk technicznych. Profesor nadzwyczajna Katedry Ogrzewnictwa, Wentylacji i Ciepłownictwa Wydziału Budownictwa i Inżynierii Środowiska Zachodniopomorskiego Uniwersytetu Technologicznego, a także kierowniczka tej katedry.

## Życiorys
W 2000 roku uzyskała tytuł magistra inżyniera w dziedzinie budownictwa na Politechnice Szczecińskiej. W 2006 roku doktoryzowała się w dziedzinie budowy i eksploatacji maszyn na Wydziale Mechanicznym Politechniki Szczecińskiej. W 2009 roku rozpoczęła pracę na Zachodniopomorskim Uniwersytecie Technologicznym w Szczecinie. W 2020 roku habilitowała się w dziedzinie nauk inżynieryjno-technicznych o profilu inżynierii środowiska, górnictwa i energetyki na Politechnice Warszawskiej. Została kierowniczką Katedry Ogrzewnictwa, Wentylacji i Ciepłownictwa Wydziału Budownictwa i Inżynierii Środowiska ZUT.